# Hubert-Guillaume Blonden
 (août 2017).
Si vous disposez d'ouvrages ou d'articles de référence ou si vous connaissez des sites web de qualité traitant du thème abordé ici, merci de compléter l'article en donnant les références utiles à sa vérifiabilité et en les liant à la section « Notes et références ».
Hubert-Guillaume Blonden, né à Gronsveld, près de Maastricht, le 16 septembre 1816 et décédé le 15 décembre 1881, est Ingénieur-Directeur des travaux publics de la ville de Liège de 1857 à 1880. Il rédige en 1881 Notice sur l'origine de Liège.
Il transforme sensiblement la ville de Liège en démolissant et modernisant nombre de quartiers. Au milieu du XIXe siècle Liège connut les plus importants travaux publics depuis ses origines. Blonden a attaché son nom à l’agrandissement, à l’embellissement et à l’assainissement de la cité grâce à l'augmentation du réseau d'égouttage. Sa transformation la plus célèbre est celle du bassin de Commerce devenu depuis le parc d'Avroy, et l'Île du Commerce, un espace entre le boulevard Frère-Orban et l'avenue Rogier et l'avenue Blonden, baptisée en son honneur.

## Travaux notables
- Le quartier des Terrasses
- Parc d'Avroy